# チュニジアの港湾
チュニジアの港湾（チュニジアのこうわん、英語: Ports and harbours in Tunisia）は、チュニジアにおける港湾について記す。

## 一覧
- ビゼルト港（アラビア語版）（ビゼルト）
- チュニス港（チュニス）
- ラデス港（アラビア語版）（ラデス）
- ラ・グレット港（アラビア語版）（ラ・グレット）
- エンフィダ港（エンフィダ（英語版））
- スース港（アラビア語版）（スース）
- スファックス港（アラビア語版）（スファックス）
- スキラ港（スキラ（英語版））
- ガベス港（アラビア語版）（ガベス）
- ザルジス港（アラビア語版）（ザルジス）